# Péter Beke (Fußballspieler, 2001)
Péter Beke (* 14. März 2001 in Budapest) ist ein ungarischer Fußballspieler. Der Stürmer steht seit Ende Januar 2022 bei Budafoki MTE unter Vertrag und ist ungarischer Juniorennationalspieler.

## Karriere

### Im Verein
Beke wurde in Budapest geboren und begann 2008 im Vorort Tárnok bei Bolha FTSE Tárnok mit dem Fußballspielen, ehe er ein Jahr später in die Dalnoki Jenő Akadémia aufgenommen wurde. Ab 2012 spielte er in der Jugend von Ferencváros Budapest. Zur Saison 2017/18 wechselte der 16-Jährige in das Nachwuchsleistungszentrum des Hamburger SV, in dem er den B1-Junioren (U17) angehörte. In seinem ersten Jahr erzielte der Stürmer unter dem Cheftrainer Pit Reimers in der B-Junioren-Bundesliga Nord/Nordost in 24 Einsätzen 11 Tore. Zur Saison 2018/19 rückte Beke zu den A-Junioren (U19) auf. Obwohl er dem jüngeren Jahrgang angehörte, etablierte er sich unter Daniel Petrowsky sofort als Stammkraft und erzielte in der A-Junioren-Bundesliga Nord/Nordost in 24 Einsätzen 18 Tore, womit er der fünftbeste Torschütze der Nord/Nordost-Staffel wurde. In der Saison 2019/20, seiner letzten Spielzeit bei den Junioren, kam Beke 17-mal zum Einsatz, ehe die Spielzeit aufgrund der COVID-19-Pandemie ab März 2020 nach 19 Spielen nicht mehr fortgeführt werden konnte. Mit 14 Toren war er der viertbeste Torschütze seiner Staffel. Trotz 32 Toren in der U19 schaffte der 19-Jährige zur Saison 2020/21 nicht den Sprung in den Profikader von Daniel Thioune, sondern wurde in die zweite Mannschaft integriert, die in der viertklassigen Regionalliga Nord spielte. Dort traf Beke auf seinen ehemaligen U17-Trainer Reimers, unter diesem er hinter dem späteren Profi Robin Meißner jedoch nur Ersatz war. Er kam auf 7 Regionalligaeinsätze, ehe die Spielzeit ab November 2020 aufgrund der Corona-Pandemie nicht mehr fortgeführt werden konnte. Dabei erzielte der Ungar bei einem seiner 2 Startelfeinsätze 3 Tore, die seine einzigen in dieser Spielzeit blieben.
Zur Saison 2021/22 kehrte Beke nach Ungarn zurück und wechselte zum Erstligisten Zalaegerszegi TE FC, bei dem er einen Vertrag bis zum 30. Juni 2024 unterschrieb. Nachdem der Stürmer bis zum 17. Spieltag nicht zum Einsatz gekommen war nur 4-mal dem Spieltagskader angehört hatte, wechselte er Ende Januar 2022 zum Zweitligisten Budafoki MTE.

### In der Nationalmannschaft
Beke spielte zwischen Oktober 2015 und Mai 2016 6-mal für die ungarische U15-Nationalmannschaft, wobei er 2 Tore erzielte. Zwischen September 2016 und Mai 2017 folgten 11 Einsätze in der U16-Auswahl, in denen er 5 Tore erzielte. Von August 2017 bis Mai 2018 lief der Stürmer 9-mal für die U17 auf und erzielte 3 Tore. Von August 2018 und bis Mai 2019 folgten 7 Einsätze in der U18, in denen er 4 Tore erzielte. Seine bisher letzten Juniorenländerspiele verzeichnete Beke zwischen September und Oktober 2019 bei der U19-Auswahl, für die er 4-mal auflief.